# Rosalind Ayres
Rosalind Ayres (* 7. Dezember 1946 in Birmingham, England) ist eine britische Theater- und Filmschauspielerin.

## Leben
Rosalind Ayres heiratete 1974 in London den Schauspieler und Produzenten Martin Jarvis (* 1941). Aus einer früheren Beziehung brachte ihr Mann zwei Söhne in die Ehe. Das Ehepaar ist auch beruflich ein Paar: In der Firma Jarvis & Ayres Productions produzieren sie Hörspiele für das Radio BBC Radio 4.

## Filmografie (Auswahl)
- 1970–1974: Coronation Street (Fernsehserie, 4 Folgen)
- 1976: Cinderellas silberner Schuh (The Slipper and the Rose) (Musical-Film)
- 1977: Warship (Fernsehserie, 1 Folge)
- 1992, 2017: Casualty (Fernsehserie, 2 Folgen)
- 1994: Black Beauty
- 1996: Jackie Chans Erstschlag (警察故事4之簡單任務)
- 1997: Titanic
- 1998: Gods and Monsters
- 1998: Heartbeat (Fernsehserie, 1 Folge)
- 1998: Inspector Barnaby (Midsomer Murders, Fernsehserie, 1 Folge)
- 1999: Chicago Hope – Endstation Hoffnung (Chicago Hope, Fernsehserie, 1 Folge)
- 1999: Profiler (Fernsehserie, 1 Folge)
- 1999: Sabrina – total verhext (Sabrina, the Teenage Witch, Fernsehserie, 1 Folge)
- 2003: Just Shoot Me – Redaktion durchgeknipst (Just Shoot Me!, Fernsehserie, 1 Folge)
- 2003: Trevor’s World of Sport (Fernsehserie) 7 Folgen
- 2005: Age of Empires III (Video-Spiel)
- 2009: Doctors (Fernsehserie, 1 Folge)
- 2013: Agatha Christie’s Poirot (Fernsehserie, 1 Folge)
- 2013: New Tricks – Die Krimispezialisten (New Tricks, Fernsehserie, 1 Folge)